# Chaetodon guttatissimus
Chaetodon guttatissimus е вид бодлоперка от семейство Chaetodontidae. Видът не е застрашен от изчезване.

## Разпространение и местообитание
Разпространен е в Британска индоокеанска територия, Индия (Андамански и Никобарски острови), Индонезия, Кения, Кокосови острови, Коморски острови, Мавриций, Мадагаскар, Майот, Малайзия, Малдиви, Мианмар, Мозамбик, Остров Рождество, Реюнион, Сейшели, Сомалия, Тайланд, Танзания, Френски южни и антарктически територии (Нормандски острови), Шри Ланка и Южна Африка.
Обитава крайбрежията на океани, морета, лагуни и рифове. Среща се на дълбочина от 0,2 до 30 m, при температура на водата от 25,3 до 28,4 °C и соленост 34,7 – 35,2 ‰.

## Описание
На дължина достигат до 12 cm.
Популацията на вида е стабилна.